# DeMeco Ryans
(en) Statistiques sur pro-football-reference
DeMeco Ryans, né le 28 juillet 1984 à Bessemer (Alabama) était un joueur américain de football américain évoluant au poste de linebacker. Il est l'entraîneur principal des Texans de Houston de la National Football League (NFL) depuis 2023.

## Carrière

### Université
DeMeco Ryans passe par l'Université d'Alabama, il joua pour le Crimson Tide de l'Alabama. Il remporte le Lott Trophy en 2005.

### Professionnel

#### Texans de Houston
Il fut drafté en 2006 à la 33e place (deuxième tour) par les Texans de Houston. Après de bonnes prestations, il est sélectionné au Pro Bowl et en All-Pro après avoir été nommé Meilleur débutant défensif de la NFL en 2006.

#### Eagles de Philadelphie
Le 20 mars 2012, il est échangé aux Eagles de Philadelphie en échange de leur 4e tour au repêchage 2012, et il y devient titulaire dès le premier match.

### Entraineur
Après sa retraite, il commence une carrière d'entraineur avec les 49ers de San Francisco. En 2023, il est nommé entraîneur principal des Texans de Houston.

## Statistiques
| Équipe            | Saison | Saison régulière | Saison régulière | Saison régulière | Saison régulière | Saison régulière | Phase finale | Phase finale | Phase finale | Phase finale                                                |
| Équipe            | Saison | G                | P                | N                | % victoires      | Classement       | G            | P            | % victoires  | Résultat                                                    |
| ----------------- | ------ | ---------------- | ---------------- | ---------------- | ---------------- | ---------------- | ------------ | ------------ | ------------ | ----------------------------------------------------------- |
| Texans de Houston | 2023   | 10               | 7                | 0                | 58,8             | 1er AFC Sud      | 1            | 1            | 50           | Défaite contre les Ravens de Baltimore en finale de divison |
| Texans de Houston | 2024   | 10               | 7                | 0                | 58,8             | 1er AFC Sud      | 1            | 1            | 50           | Défaite contre les Kansas City Chiefs en finale de divison  |
| Totaux            | Totaux | 20               | 14               | 0                | 58,8             |                  | 2            | 2            | 50           |                                                             |